# Internationales Hochsprung-Meeting Eberstadt 2011
33. Internationales Hochsprung-Meeting Eberstadt – mityng lekkoatletyczny w skoku wzwyż, który odbył się 16 (konkurs kobiet) i 17 (konkurs mężczyzn) lipca 2011 w Eberstadt w Badenii-Wirtembergii.

## Rezultaty
| Poz. | Zawodnik              | Rezultat |
| ---- | --------------------- | -------- |
| 1.   | Iwan Uchow            | 2,24     |
| 2.   | Jaroslav Bába         | 2,24     |
| 3.   | Konstandinos Baniotis | 2,20     |
| 4.   | Diego Ferrín          | 2,20     |
| 5.   | Raúl Spank            | 2,20     |
| 6.   | Martyn Bernard        | 2,20     |
| 7.   | Donald Thomas         | 2,15     |
| 8.   | Wiktor Ninow          | 2,15     |

| Poz. | Zawodniczka               | Rezultat |
| ---- | ------------------------- | -------- |
| 1.   | Swietłana Szkolina        | 1,99     |
| 2.   | Blanka Vlašić             | 1,97     |
| 3.   | Doreen Amata              | 1,95     |
| 4.   | Marina Aitowa             | 1,93     |
| 5.   | Emma Green                | 1,93     |
| 6.   | Ruth Beitia Ebba Jungmark | 1,90     |
| 8.   | Raffaella Lamera          | 1,90     |